# Pożar w klubie nocnym w Madrycie
Pożar w klubie nocnym w Madrycie – pożar, który wybuchł 17 grudnia 1983 roku w klubie nocnym Alcalá 20 w Madrycie. W wyniku pożaru śmierć poniosły 82 osoby, a 27 osób zostało rannych.  
Pożar wybuchł o godzinie 4:45, na 15 minut przed zamknięciem lokalu. Ogień powstał w wyniku zwarcia instalacji energetycznej. Większość ofiar zginęła, gdyż nie mogły odnaleźć wyjść ewakuacyjnych w zaciemnionych pomieszczeniach klubu. Drogi ewakuacyjne były kręte i wąskie oraz były słabo oznakowane, a cześć drzwi była zamknięta. Tragedia wywołała dyskusję na temat bezpieczeństwa przeciwpożarowego podczas imprez masowych. W 1994 roku właściciele klubu zostali skazani na kary więzienia. 
Budynek, w którym mieścił się klub stał nieużywany do 2003 roku. Wówczas budynek został gruntownie przebudowany. W 2005 roku otwarto w nim klub nocny Adraba. W latach 2005–2007 klub ten był wielokrotnie zamykany przez władze miasta z powodu słabych zabezpieczeń przeciwpożarowych. W 2010 roku, po zainstalowaniu nowoczesnych urządzeń przeciwpożarowych, klub otwarto ponownie.